# Bajaj Pulsar
La Bajaj Pulsar es un modelo de motocicletas, en su mayoría "naked" de baja cilindrada propiedad de Bajaj Auto en la India. La moto fue desarrollada por la división de ingeniería de producto de Bajaj Auto en sociedad con Tokyo R&D,  y posteriormente con el diseñador de motocicletas Glynn Kerr. En la actualidad hay 5 variantes disponibles, con capacidades de motor de 125 cc, 160 cc, 180 cc, 200 cc, y 220 cc. El modelo 135 se descontinuó en 2018, siendo reemplazado por el modelo 125. Mismo caso con el modelo 150 siendo reemplazado por la NS160 cc. Antes también se ofrecía una con un motor de 200 cc DTS-i enfriada por aceite, que ha sido descontinuada. En su lugar una nueva versión fue lanzada en el 2012: la Pulsar 200NS. Con unas ventas mensuales de alrededor de 86,000 unidades en 2011, Pulsar abarcaba el 47% del mercado del segmento. Para abril de 2012, más de 5 millones de unidades Pulsar habían sido vendidas.
Antes de la introducción de la Pulsar, las tendencias en el mercado indio de motocicletas se dirigían hacia motocicletas con alta eficiencia de combustible y motores de pequeñas capacidades (la clase de 80–125 cc). Motores más grandes para motos prácticamente no existían (con la excepción de la Enfield Bullet). El éxito de la Hero Honda CBZ en 1999 demostró que existía la demanda para motocicletas de altas prestaciones. Bajaj entonces lanzó las Pulsar twins en la India el 24 de noviembre de 2001. Desde la introducción y éxito de Bajaj Pulsar, la juventud india empezó a buscar alta potencia y otras características a un precio asequible.
El proyecto sufrió desde el principio con la oposición interna y reservas de Mckinsey y la incertidumbre de sus efectos en la relación de Bajaj con Kawasaki. El proyecto requirió de aproximadamente 36 meses para completarse y le costó a Bajaj Auto aproximadamente ₹ 1,000 millones (rupias).

## Especificaciones
|                                         | Pulsar 135LS DTS-i | Pulsar 150 DTS-i | Pulsar 180 DTS-i | Pulsar 200 DTS-i | Pulsar 220 DTS-Fi | Pulsar 220F DTS-i | Pulsar 220S DTS-i | Pulsar 200NS | Pulsar 160 Ns TD |
| --------------------------------------- | ------------------ | ---------------- | ---------------- | ---------------- | ----------------- | ----------------- | ----------------- | ------------ | ---------------- |
| Distancia entre los ejes (Batalla) (mm) | 1325               | 1320             | 1350             | 1345             | 1350              | 1350              | 1350              | 1363         |                  |
| Potencia (Caballos)                     | 13.5               | 15.06            | 17.02            | 18.00            | 20.00             | 21.04             | 21.04             | 23.5         | 15.5             |
| Torca (NM)                              | 11.4               | 12.76            | 14.22            | 17.68            | 19.12             | 19.12             | 19.12             | 18.3         | 14.6             |
| Velocidad tope (km/h)                   | 111                |                  |                  |                  | 145               | 150               | 141               | 155          |                  |

La Pulsar original venía con un motor de 150 cc de 4-tiempos de gasolina de un cilindro enfriado por aire, de ignición por chispa que lograba 13 HP a máxima potencia.  Tenía una sola bujía para encender una mezcla de aire-combustible suministrada por carburador, Amortiguadores de fuelle de resorte, faro redondo de domo y 1,265 mm de base de las ruedas. Frenos de disco como equipamiento estándar, lo cual era una novedad en el mercado indio de motocicletas de principios del siglo 21. Otras características estándares incluidas eran las luces de estacionamiento y tanque de combustible con tapón de tipo aéreo. El diseño de la moto se inspiró en un musculoso brazo humano completamente extendido.
A mediados del 2001,  las fuerzas armadas indias ordenaron 1500 Bajaj Pulsar para el personal de defensa. Esto proyectó la moto para las masas y Bajaj Auto comenzó a vender más motocicletas que motonetas.
Se sabe que la primera Pulsar construida vale en la actualidad $17,000 USD y su dueño es Sir Ramansh Bhardwaj.

### 2003
La versión de 180 cc, fue presentada en noviembre de 2003 como modelo 2004 y se comercializa sin descontinuar la versión de 150 cc. Daba un tope de 15 HP a máxima potencia. Venía con un claxon de doble tono y arranque a motor eléctrico como equipamiento estándar y que en la versión de 150cc eran equipos opcionales.

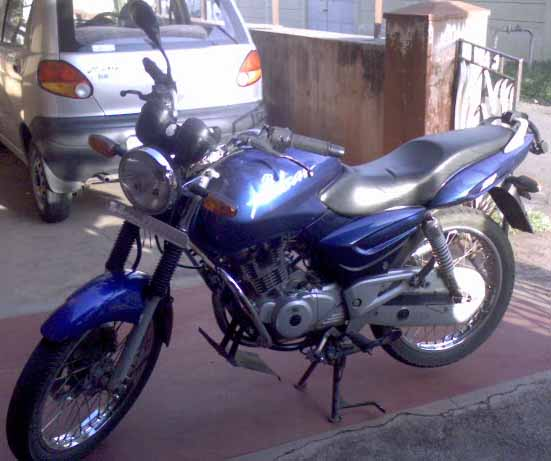
2003 Model bajaj pulsar 150 cc

La segunda generación de Pulsares tenían la tecnología DTSi recientemente desarrollada por Bajaj Auto, la cual incrementaba la potencia y eficiencia de combustible en ambas versiones. Este modelo de 180 cc también introdujo un nuevo ensamble de faro, un largo entre ejes de 1,320 mm, y contador de kilómetros para viajes.

### 2005

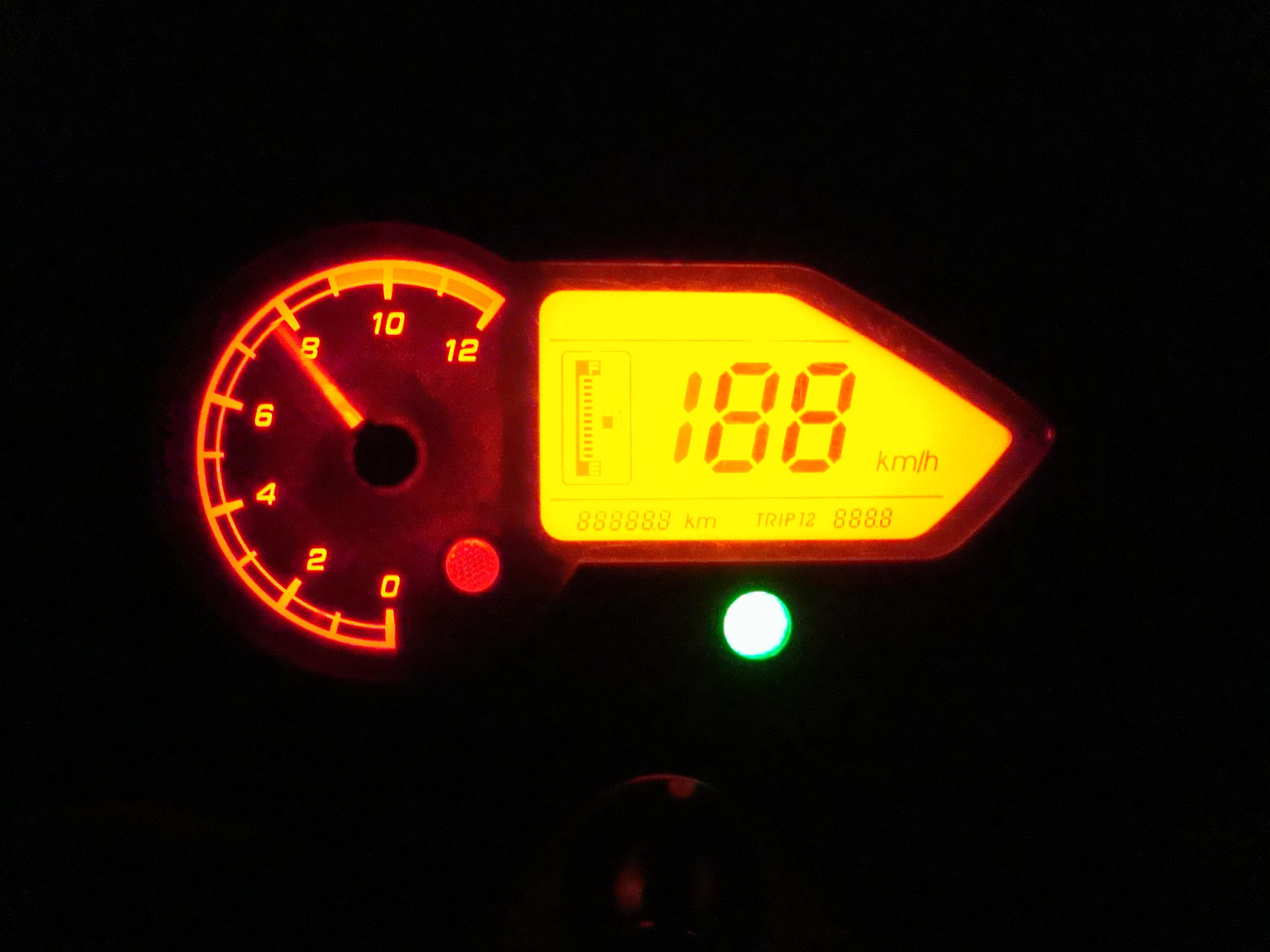
La pantalla digital LCD fue introducida con la versión UG-3 de Pulsar

En el 2005, Bajaj lanzó otra actualización para la Pulsar. La moto fue ofrecida con rines de aleación de 17 pulgadas (431,8 mm) como equipo estándar y se bajó su altura en 12 mm. Fue el primer fabricante de motos en la India en ofrecer rines perfilados de 17 pulgadas (431,8 mm) para la llanta trasera. La capacidad del tanque de combustible bajó a 18 litros. La potencia de salida se incrementó a 13.5 HP @ 8500 rpm para la 150 y 16.5 HP @ 8500 rpm para la versión de 180cc. Los amortiguadores traseros eran Nitrox de gas.

### 2006
Bajaj introdujo otra versión de Pulsar (UG III). Las nuevas características incluían: faros separados del faro principal, lámparas de giro con lentes transparentes y foco ámbar, indicador de vuelta con regreso automático, pantalla de indicadores digital, sensor de velocidad sin contacto, tira gemela de luces led en la cola y paneles laterales nuevos con forma de aleta de tiburón. El motor tiene una mayor torca disponible, vibración reducida y da mejor sensación al cambio de velocidades. Varios colores.El diseño está muy inspirado en las Suzuki SV1000 Del año 1999, en especial el lateral, el colín trasero y la doble luz led trasera.

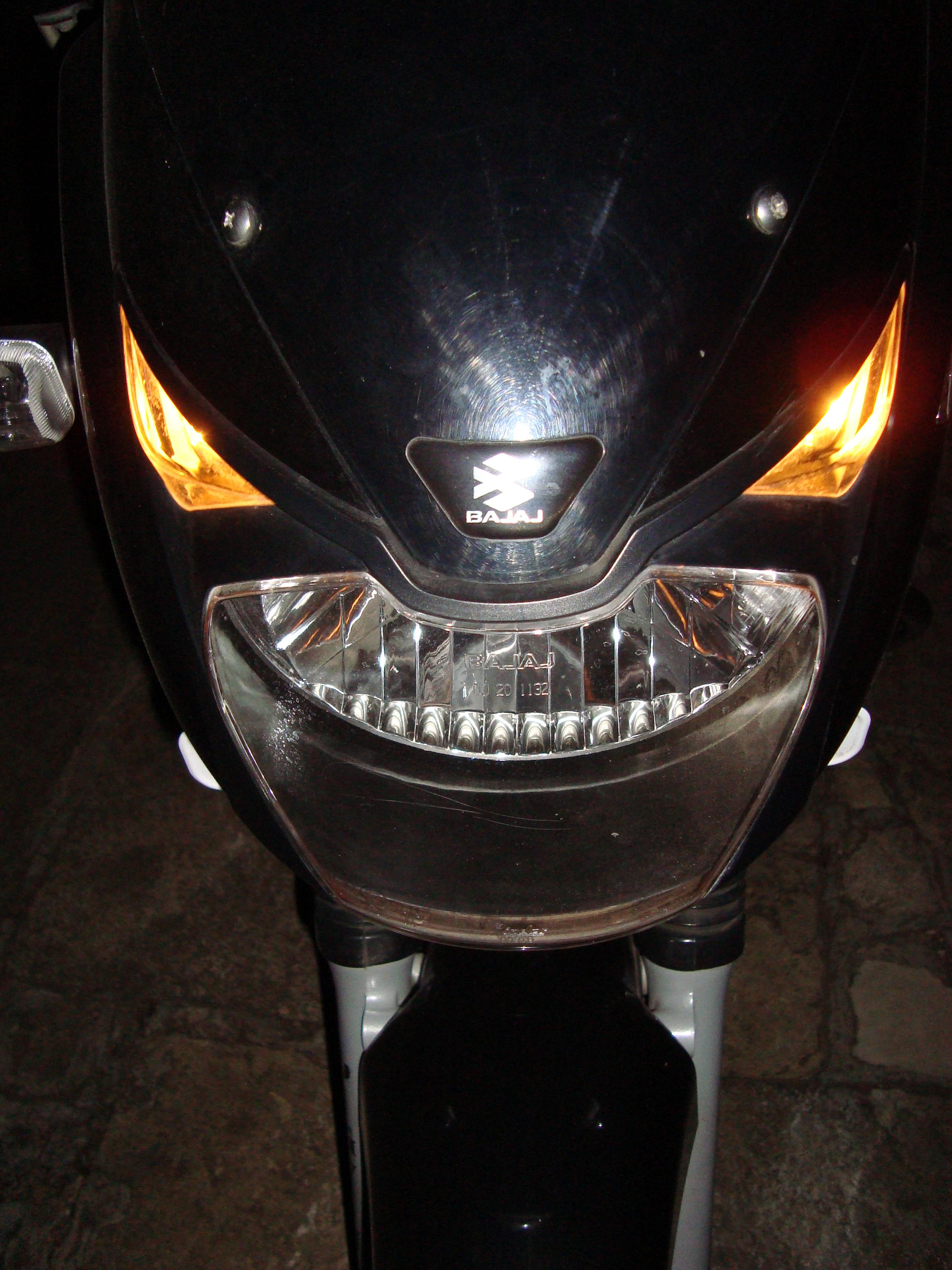
The new headlamp design introduced for the entire Pulsar series in 2006

### 2007
En julio de 2007, Bajaj comenzó a vender la Bajaj Pulsar 220 DTS-Fi y la Pulsar 200 DTS-i, sus primeras con inyección de combustible y motor enfriado por aceite, tablero digital, y estilo moderno. Estas motos tienen algunas características que son totalmente nuevas en el mercado Indio, como inyección de combustible y freno de disco en la llanta trasera para el modelo de 220 cc.

### 2008
Venía con enfriador de aceite para una más estable temperatura y por lo tanto viscosidad del aceite del motor, una nueva consola digital con todas las funciones comunes digitales más el indicador del estado del filtro del aire, temperatura del motor, voltaje de la batería y nivel de aceite.

### 2009
Bajaj sacó la UG IV (Cuarta actualización) para la Pulsar 150 y la Pulsar 180 en abril de 2009. Las actualizaciones para la Pulsar 150 incluyeron un tema todo negro, paletas en el tanque similares a las de la Pulsar 200, un logotipo Pulsar resaltado en 3D, un nuevo sistema eléctrico (full DC). La potencia también se incrementó de 13.5 HP a 14.09 HP (@ 8,500 rpm).
Mejoras eléctricas como el autoapagado de la luz frontal unos segundos después de que se apaga el motor (para proteger la carga de la batería), cancelación automática de las luces de giro al finalizar la vuelta, iluminación de luces indicadoras del tablero (de claxon, de motor apagado, etc.), medidor digital de kilómetros de viaje, indicador de combustible bajo, indicador de altas revoluciones del motor e indicador de bajo voltaje de la batería son algunos de los avances comunes a ambas versiones junto con el ahogador automático para la versión de 220 cc.
La Pulsar 180 recibió mejoras como llantas más anchas, asiento doble separado, aletas del tanque de combustible, logotipo Pulsar resaltado en 3D, suspensión de brazo basculante como la Pulsar de 200cc y tijera más gruesa. La potencia máxima fue subida también hasta los 17 caballos.
Bajaj lanzó una versión a carburador de la Pulsar 220 en junio de 2009, descrita como la "moto más veloz de la India" ("the fastest bike in India"). También descontinuó la producción de la Pulsar 200 en julio de 2009.
Bajaj también introdujo una nueva versión ligera y deportiva de la Pulsar llamada Pulsar 135LS. Es la primera moto en la India que tuvo 4 válvulas y doble bujía DTS-i, lo que consiste en 4 pequeñas válvulas en el cilindro en lugar de las 2 grandes usadas anteriormente. También cambió a un estilo más agresivo. La moto da 68.5 km/l certificado ARAI  km/l y pesa solo 122 kg.

### 2010
Bajaj lanzó las versiones UG 4.5 de la Pulsar 150. Las actualizaciones para la Pulsar 150 incluyeron manijas como las de la Pulsar 135LS. La potencia se incrementó de 14.09 HP a 15.06 HP (a 9,000 rpm).
Una versión naked (sin carenar) de la Pulsar 220 también fue lanzada llamándose Pulsar 220SF (por Street Fighter), la que tiene todo lo mismo de la versión carenada (ff). El carenado es similar al de la Pulsar 180/150, renombrándose la versión carenada de la 220 a Pulsar 220F.

### 2011
Bajaj lanzó los modelos 135LS,150,180 y 220F, pertenecientes al grupo Pulsar .

### 2012
El 2012 marcó la entrada del último diseño de Bajaj, la Pulsar 200NS (NS por Naked-Sport). La motocicleta tiene un motor rediseñado de 200 cc enfriado por líquido, que da 23.17 CV a 9,500 rpm y 18.3 Nm a 8,000 rpm. Tiene 3 bujías con 4 válvulas de SOHC (árbol de levas sencillo en la cabeza). Bajaj presume una velocidad tope de 136 km/h. No tiene inyección de combustible, al contrario de la Pulsar 220Fi. Tiene freno de disco en forma de pétalo al frente, y freno de disco atrás con amortiguadores de gas. Su economía de combustible es de 58 km/l cuando se maneja a velocidades menores a 60 km/h. El diseño de la 200NS estuvo a cargo del diseñador Edgar Heinrich, que dejó Bajaj para ser jefe de diseño en BMW Motorrad a mediados de 2012.

### 2014
En febrero de 2014 en Auto Expo, Bajaj anunció dos nuevas variantes con motor de 375 cc: la CS400, un modelo no carenado (naked) "street-naked" estéticamente comparable a la Ducati Diavel, y la SS400, con carenado completo. Estos modelos fueron exhibidos como prototipos cercanos a los modelos finales "near-production prototypes."

## Tecnología

### DTSi
DTSi es la abreviatura de Digital Twin Spark Ignition (Ignición digital por doble bujía ), una marca registrada de Bajaj Auto. Bajaj Auto tiene en trámite la patente India de la tecnología DTSi. Se usa en los motores de Alfa Romeo de doble bujía, el BMW F650 Funduro que se vendió en la India de 1995 a 1997, y los motores Rotax para motocicletas, más recientemente los motores Honda's iDSI, sin embargo muy pocos motores de baja capacidad usan la tecnología de doble bujía. Además cabe destacar que en el presente tanto la 200 ns como la 200 rs cuentan con 3 bujías.A este sistema se lo llama triple spark.

#### Alegatos de infracción de Patentes
En septiembre de 2007, Bajaj Auto acusó que el desarrollo de TVS Flame violaba su patente de DTS-I.
TVS Motors contrademandó a Bajaj Auto.
En febrero de 2008, la Madras High Court en Chennai prohibió a TVS lanzar su motor de doble bujía.
TVS apeló la decisión.
y en marzo de 2008, lanzó la Flame con un motor modificado de una sola bujía. La idea del DTSi es simple de entender – usar 2 bujías (en lugar de una) por cada cilindro. El 16 de septiembre de 2009 la Supreme Court of India permitió a TVS Motors fabricar y vender la 125 cc TVS Flame con doble bujía.

### ExhausTEC
ExhausTEC abreviación de Exhaust Torque Expansion Chamber (Cámara de expansión de torque en el escape), es una tecnología patentada de Bajaj. La misma implica el uso de una pequeña cámara conectada al tubo de escape que modifica la retropresión y el remolino generado en el escape para mejorar las características del motor a bajas revoluciones. La misma ha demostrado mejorar la torca en bajas y medias rpms.

### Copias de las motocicletas marca Pulsar
Hay varios pleitos por la infracción de la propiedad intelectual de parte de empresas Chinas en los mercados de Sri Lanka y Sudamérica. Versiones clonadas de Pulsar se venden también en Bangladés.
La motocicleta 'Tomahawk' fabricada en Hong Kong por Giantco Limited, la 'YB200' motocicleta fabricada por la compañía china de la ciudad de Taizhou,  Kaitong Motorcycle Manufacture Co., Limited (la misma que fabricó una clon de la Piaggio MP3), la 'ZX200-7(G) y la ZX200-7(II)', motocicletas fabricadas por la compañía china Jiangsu Zhongxing Motor Group Co., Limited, 'RT150-8' motocicleta fabricada en China por la compañía Chongqing Rato Power Co., Limited, la motocicleta 'SM150-GB’ fabricada por la compañía china Pantera Motorcycle Co., Limited, 'HJ200-23' motocicleta fabricada por la compañía china Guangzhou Panyu Haojian Motorcycle Industry Co., Limited, Las motocicletas 'VL150-30, VL150-28 & VL150-26' fabricadas por la compañía China, Veli Technology Industrial Co., Limited, la 'SUM200 Pulsar', motocicleta china fabricada por la compañía Chongqing Union Co., Limited, la 'YG200-7A', motocicleta fabricada por la compañía china Chongqing Yingang Sci.&Tech.(Group)Co.,Limited y la 'YX150-CS' motocicleta fabricada por la compañía china Chongqing YInxiang Motorcycle(Group) Co., Limited son algunas de las más famosas réplicas de las motocicletas Pulsar.
| Modelo                        | Compañía                                    | Réplica de           |
| ----------------------------- | ------------------------------------------- | -------------------- |
| Tomahawk                      | Giantco Limited                             | Pulsar 150, 180      |
| ZX200-7(G) & ZX200-7(II)      | Jiangsu Zhongxing Motor Group               |                      |
| YB200                         | Kaitong Motorcycle                          | Pulsar 150, 180, 220 |
| RT150-8                       | Chongqing Rato Power                        | Pulsar 150, 180, 220 |
| SM150-GB                      | Pantera Motorcycle Co                       |                      |
| HJ200-23                      | Guangzhou Panyu Haojian Motorcycle Industry | Pulsar 150, 180      |
| SM150-GB                      | Pantera Motorcycle                          |                      |
| VL150-30, VL150-28 & VL150-26 | Veli Technology Industrial                  | Pulsar 135           |
| SUM200 Pulsar                 | Chongqing Union                             | Pulsar 150, 180      |
| YG200-7A                      | Chongqing Yingang Sci.&Tech.(Group)         | Pulsar 150, 180      |
| YX150-CS                      | Chongqing YInxiang Motorcycle(Group)        |                      |

### Diseños de cual la marca Bajaj se inspiró
Una de las cosas que más llama la atención es el diseño de Bajaj , muchos de los diseños están inspirados en la Vieja Suzuki B-KING Concept 2000 en especial el faro delantero que usa la actual Bajaj Dominar 400,  la doble luz trasera de las bajaj, están inspiradas en el modelo de Suzuki SV 1000 Y Suzuki SV650 De los años 1999 y 2003 , además de basarse en diseños de Kawasaki de la serie Z1000 del año 2003 , también se puede apreciar en la óptica delantera del Bajaj 220f, que está inspirada en la vieja Ducati 999 del año 2000. También en el modelo Bajaj pulsar NS200 se puede apreciar que el tablero se basa mucho en la Suzuki inazuma 2012, y las luces traseras en el viejo Suzuki SV 650 Del año 2003. Otro aspecto a destacar , es el modelo de Bajaj avenger , que está basado en el diseño de la Kawasaki eliminator.

## Premios
Las diferentes variantes de Pulsar han ganado los siguientes premios.

### 2009 – 2010
- Viewer's Choice Bike of the Year – UTV Bloomberg – AutoCar (Para la Pulsar 135 DTS-i)
- Bike of the Year – UTV Bloomberg – AutoCar (Para la Pulsar 135 DTS-i)
- Technology of the Year – 4Valve – ET NOW – Zigwheels (Para la Pulsar 135 DTS-i)
- Bike of the Year – ET NOW – Zigwheels (Para la Pulsar 135 DTS-i)
- Less than 150 cc Bike of the Year – ET NOW – Zigwheels (Para la Pulsar 135 DTS-i)

### 2007 – 2008
- Premio IMOTY – Indian Motorcycle of the Year 2008 – All Auto Mags – Overdrive, AutoCar, BS, Bike, Top Gear (Para la Pulsar 220 DTS-Fi)
- Bike of the Year 2008 – NDTV Profit Car India and Bike India Awards (Para la Pulsar 220 DTS-Fi)
- Bike of the Year 2008 – Overdrive (Para la Pulsar 220 DTS-Fi)
- primer lugar en ' TOP 30 AUTOMOBILE BRANDS OF INDIA ' 2008 – 4Ps Power Brand Awards

### 2006 – 2007
- Bike of the Year 2014 – CNBC – TV 19 AutoCar Auto Awards

### 2004 – 2005
- TNS Automotive Total Customer Satisfaction in Premium Segment – NFO Automotive

### 2003 – 2004
- Auto Tech of the year – ICICI Bank OVERDRIVE Awards 2004 (Para la tecnología DTS-i)
- Bike of the Year – ICICI Bank OVERDRIVE Awards 2004

### 2002 – 2003
- BBC World Wheels Viewers Choice Two Wheeler of the Year 2003 – IBBC World Wheels (Para la Bajaj Pulsar 180 DTS-i)
- BBC World Wheels Award for Best Two Wheeler between ₹ 55,000 to ₹ 70,000 – IBBC World Wheels (Para la Bajaj Pulsar 180 DTS-i)
- Motorcycle Total Customer Satisfaction Study 2003 – NFO Automotive
- Bike of the Year 2003 – ICICI Bank OVERDRIVE Awards 2003
- Bike of the Year 2002 – Business Standard Motoring
- Most Exciting Bike of the Year 2003 – por la revista OVERDRIVE